# Анастасія Міхаелі
Анастасія Йеудит Міхаелі (івр. אנסטסיה יהודית מיכאלי), до шлюбу Анастасія Володимирівна Міхалевська (нар.. 12 липня 1975, Ленінград, СРСР, нині Петербург, Росія) — ізраїльська політична діячка, депутат Кнесету 18-го скликання від фракції «Наш дім — Ізраїль» («НДІ»).

## Біографія
Анастасія Міхалевська народилася 12 липня 1975 року в Ленінграді, СРСР, нині Санкт-Петербург.
Батько, Володимир Павлович Міхалевський (01.03.1946) був начальником радіостанції на суднах далекого плавання Балтійського Морського Пароплавства (БМП). Мати, Лідія Стефанівна Міхалевська (01.05.1945), працювала вихователькою в дитячому садку. Перекваліфікувавшись, працювала вчителькою спочатку молодших класів, а пізніше викладачкою російської та літератури. Отримала почесне звання заслуженого вчителя. Вийшовши на пенсію, батьки переїхали жити в село Новгородської області. Має старшого брата Андрія Михалевського (23.01.1966), який проживає з дружиною Єленою та двома дітьми в Санкт-Петербурзі.
З раннього дитинства Анастасія Міхалевська захоплювалася різними видами спорту: біг з бар'єрами, стрибки у висоту, баскетболом. У 1986 році почала серйозно займатися лижним спортом. Після довгих років тренувань і змагань отримала звання майстра спорту.
Закінчивши англійську спецшколу в 1992 році, вступила до Санкт-Петербурзького державного університету телекомунікацій імені Бонч-Бруєвича на факультет багатоканального електрозв'язку. Ще студенткою зайняла перше місце у конкурсі «Топ-модель Санкт-Петербурга 1995» та 2-ге в міжнародному конкурсі «Міс Північна Пальміра», після чого за контрактом полетіла працювати на рік до Парижу, взявши академічну відпустку. Повернувшись, закінчила екстерном навчання, отримавши диплом інженера-електронника зв'язку.
У 1997 році Анастасія Міхалевська одружилася з ізраїльським бізнесменом, уродженцем Латвії Йосипом Самуельсоном. Приїхала до Ізраїлю у 1997-му, пройшла ортодоксальний гіюр тривалістю 3,5 роки. Після гіюру знову уклала шлюб з Самуельсоном за єврейським обрядом. До того часу народила від нього трьох дітей. Всього у шлюбі народила 8 дітей. Анастасія Міхаелі — перша жінка-депутатка Кнесету Ізраїлю, що пройшла гіюр. Восьмого сина Ісраеля-Міхаеля народила 5 липня 2009 року в день народження Авігдора Лібермана ,.
Міхалевська оселилася в місті Рішон-ле-Ціон. Закінчила Ульпан Алеф для вивчення івриту, вступила на факультет управління бізнесом Бар-Іланского університету, пройшла різні спецкурси з програмування, міжнародного маркетингу і реклами, просування інтернет сайтів.

### Робота на телебаченні (2002—2008)
Кар'єру в Ізраїлі Анастасія Міхалевська почала телеведучою на 9-му ізраїльському російськомовному каналі «Ізраїль плюс» з моменту його створення в 2002 році. Перші три роки вела одну з найбільш популярних передач «Принади життя», а потім стала ведучою ранкової програми «Новий день». У 2006 році знялася в ізраїльському серіалі режисера Урі Барабаша «Резервісти» (2-й канал ІТВ) і в російсько-ізраїльському фільмі «Квиток до гарему», який транслювався на російському каналі РТР.
З 2007 року почала співпрацювати з рекламним агентством BBR International на посаді радниці з маркетингу. Опитування BBR показало, що Міхаелі симпатизують понад 80 % репатріантів, і на думку маркетологів, настільки висока популярність стане запорукою успішного співробітництва агентства з Міхаелі.

## Політична діяльність
Балотувалася в Кнесет 17-го скликання в складі партії «Кадіма», в якій займала 44 місце. Користувалася підтримкою Шимона Переса і Аріеля Шарона. За результатами виборів у березні 2006 року не пройшла до складу парламенту.
У 2008 році отримала запрошення від лідера партії «Наш дім Ізраїль» Авігдора Лібермана приєднатися до його списку. Посіла 9 місце у списку на вибори в Кнесет 18-го скликання. За підсумками виборів 10 лютого 2009 року стала депутаткою Кнесету.

### Фракція
- Кнесет 18 Наш дім — Ізраїль (з 24 лютого 2009 року по 16 жовтня 2012 року)
- Посади в комісіях:
  - Членкиня комісії з освіти, культури та спорту,
  - Членкиня комісії з питань державного контролю,
  - Членкиня комісії з підтримки статусу жінки,
  - Членкиня комісії у справах другого управління радіо і телемовлення,
  - Членкиня підкомісії по боротьбі з торгівлею жінками;
- Членкиня лобі:
  - На підтримку високих технологій в Ізраїлі,
  - По боротьбі з корупцією державної адміністрації,
  - Для допомоги жінкам і матерям у працевлаштуванні,
  - В захист інвалідів Армії Оборони Ізраїлю, сімей, які втратили своїх близьких, вдів і сиріт,
  - Член лобі в Кнесеті для просування контактів з християнськими громадами у світі
  - Член лобі туризму в Ізраїлі
  - Член лобі з культури
  - Член лобі для просування спорту в Ізраїлі*
  - Член лобі по просуванню громадської дипломатії Ізраїлю (роз'яснення)
  - Член лобі для просування освіти
  - Голова лобі щодо захисту прав сім'ї.
- Міжнародна діяльність:

Голова дружніх парламентських груп: Естонія-Ізраїль, Австрія-Ізраїль, Швейцарія-Ізраїль.

#### Освіта
Анастасія Міхаелі розробила реформу в рамках закону про безкоштовну освіту в цілях скорочення витрат батьків (зокрема для придбання навчальних посібників і книг). Міхаелі домоглася проведення урядового законопроєкту і збільшення державного бюджету для введення в школах проекту здачі в оренду підручників (замість 1,9 мільйонів шекелів буде виділятися 5,5 мільйонів шекелів).
За її словами, високий рівень освіти служить свого роду ключем до істинного суспільства рівних можливостей. Але досягти цього рівня можливо лише в тому випадку, коли кожен ізраїльський школяр, незалежно від його соціального статусу, буде забезпечений відповідною матеріальною базою, і, насамперед, кваліфікованої навчальною літературою.

#### Захист родини
Анастасія Міхаелі підтримала «марш колясок», що проходив 28 липня 2011 року. Вона заявила, що як мати вісьмох дітей бачить явну необхідність у змінах у сферах, пов'язаних з вихованням дітей в Ізраїлі.

#### Захист прав жінок
Прийняті ООН Декларація про ліквідацію дискримінації щодо жінок та Конвенція про ліквідацію всіх форм дискримінації щодо жінок пов'язують рівноправність осіб різної статі у політичній сфері з трьома основними умовами. На держав-учасниць покладається обов'язок забезпечити жінкам можливість на рівних підставах з чоловіками права:
— голосувати на всіх виборах і обиратися на всі публічно обрані органи;
— брати участь у формуванні та здійсненні політики уряду та займати державні посади, а також здійснювати всі державні функції на всіх рівнях державного управління;
— брати участь у діяльності неурядових організацій і асоціацій, займатися проблемами громадського та політичного життя країни.
Анастасія Міхаелі вважає, що участь депутаток у роботі парламентів та інших представницьких органів вкрай важлива не тільки для самих жінок, але і для суспільства в цілому. Оскільки для жінок на перший план виходять питання освіти, охорони дітей, охорони здоров'я, соціального захисту населення.
За опитуванням іспанської газети 20 Minutos 2009 року, зайняла 32-е місце серед 54 найкрасивіших жінок на високих державних пости в різних країнах світу.